# 颜荣阶
颜荣阶（？—？），浙江安吉人，清朝政治人物。
颜荣阶为同治二年（1863年）癸亥恩科进士。同治二年正月，擔任江蘇宜興縣知縣署。同治三年正月，擔任荆溪縣知縣。同治八年（1869年）九月署江苏宝山县知县。